# Кіллхаус
«Кіллхаус» (англ. Killhouse) — майбутній український повнометражний фільм в жанрі бойовик-трилер від режисера Любомира Левицького. Кінотеатральний прокат запланований на 20 листопада 2025 року.

## Сюжет
Сюжет базується на реальних подіях. В основі розповіді історія унікальної операції, яку проводять спецпризначенці ГУР та третьої окремої штурмової бригади.
З окупованої території потрібно евакуювати жінку й чоловіка, що потрапили під обстріл ворога. Свідком місії стає американський журналіст, який постає перед складним вибором — виявляється, що на кону життя ще однієї людини. У заручниках перебуває 14-річна донька евакуйованого подружжя ― росіяни вимагають обміняти її на іноземця. До операції підключаються спецслужби США.

## Виробництво
1 жовтня 2024 року Левицький повідомив, про те, що він разом з командою Films Division Company збирається присвятити найближчий рік новому проєкту — фільму «Кіллхаус». За його словами, сценарій вже готовий і картина знаходиться в статусі виробництва.
|                     | Це художній повнометражний екшн в голівудському стилі, фільм який зможе об'єднати в собі неймовірну сміливість українських солдат, реальну історію про унікальну операцію дронами та наземну операцію дуже крутих підрозділів. Фільм, який вразить дуже багато сердець в Україні та за кордоном. Головною метою кінопроекту є безпрецентне охоплення авдиторії в світі. Ми хочемо показати зразкове українське мілітарне кіно. |
| — Любомир Левицький | |

7 листопада 2024 року компанія Films Division Company представила тизер картини.
У створенні стрічки візьмуть участь військовослужбовці та ветерани Сил безпеки й оборони України, зокрема ГУР МО.
14 травня 2025 року режисер фільму Любомир Левицький повідомив, що зйомки розпочались.